# Aleksandra Dmochowska

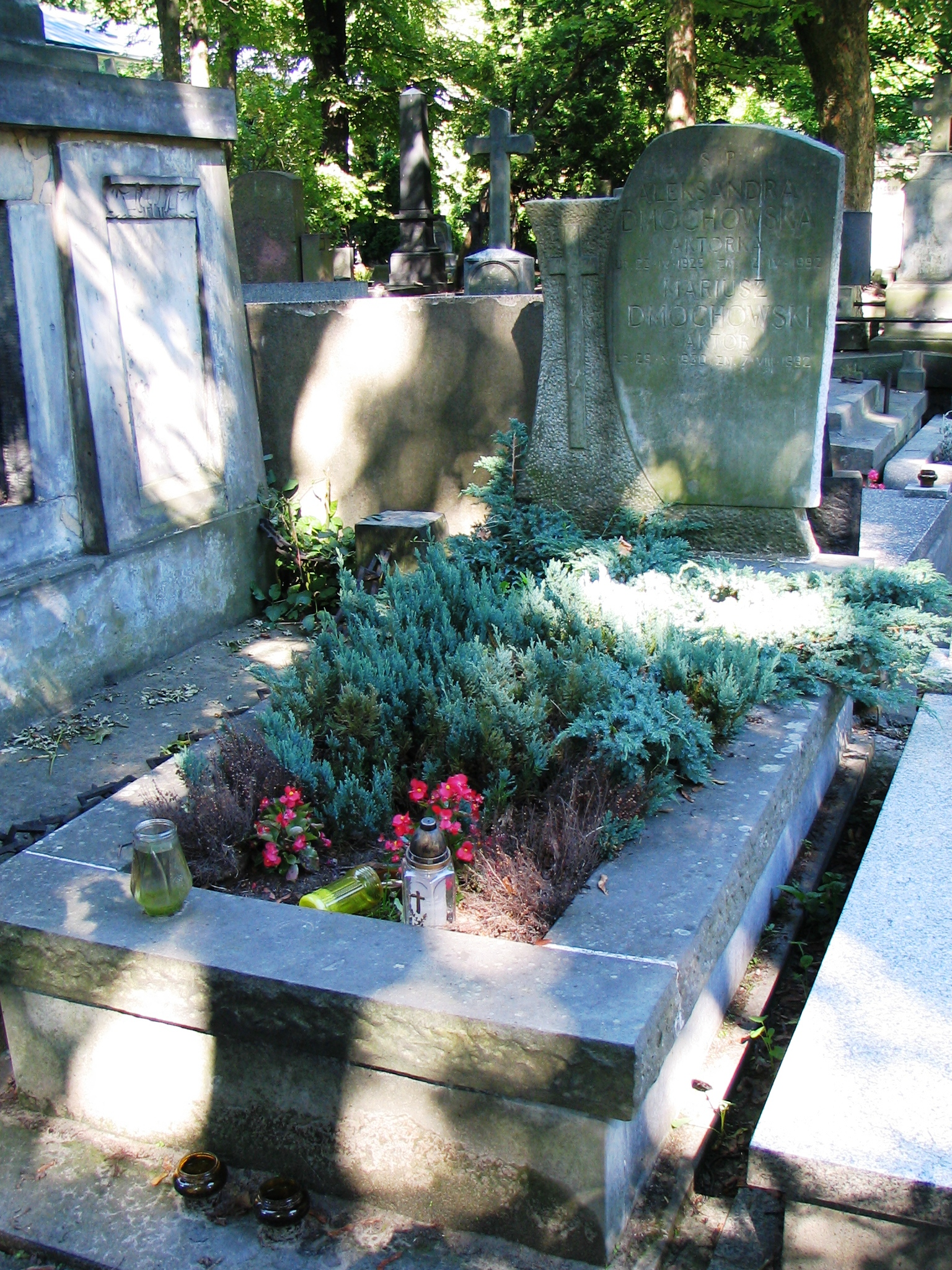
Grób Aleksandry i Mariusza Dmochowskich na cmentarzu Powązkowskim w Warszawie, 27 lipca 2008

Aleksandra Dmochowska z domu Krawczyk (ur. 23 kwietnia 1929 w Mnichu, zm. 2 kwietnia 1992 w Warszawie) – polska aktorka teatralna. Żona aktora  Mariusza Dmochowskiego. 
Początkowo studiowała anglistykę na Uniwersytecie Warszawskim i na początku lat 50. pracowała w Ministerstwie Handlu Zagranicznego. Później podjęła studia aktorskie i w 1956 otrzymała dyplom ukończenia wydziału aktorskiego PWST w Warszawie. Przez całe zawodowe życie, od 1956 do przejścia na emeryturę w 1990 była związana z Teatrem Polskim w Warszawie. W latach 80. zaangażowała się w działalność opozycji demokratycznej wspierając ruch Solidarności.
Została odznaczona Złotym Krzyżem Zasługi (1977) i odznaką Zasłużony Działacz Kultury.
Prywatnie była żoną aktora Mariusza Dmochowskiego, z którym miała córkę Elżbietę. 
Aleksandra Dmochowska zmarła w następstwie choroby nowotworowej w wieku 63 lat. 
Mariusz Dmochowski zmarł nagle 4 miesiące później. Oboje są pochowani na cmentarzu Powązkowskim w Warszawie (kwatera: 173-IV-15).

## Filmografia
- 1966: Bicz Boży − dewotka
- 1970: Prawdzie w oczy − żona inż. Zawady
- 1975: Dyrektorzy (serial TV) − (w odc. 1. pt. Swój chłop)
- 1979: ...cóżeś ty za pani...
- 1979: Godzina "W"
- 1981: Przypadki Piotra S. – pani Agnieszka, gospodyni Piotra